# Ống gan chung
Ống gan chung là một phần của đường mật được hình thành bởi sự hội tụ của ống gan phải (dẫn lưu mật từ thùy phải của gan) và ống gan trái (dẫn lưu mật từ thùy chức năng trái của gan). Các ống gan chung sau đó nối với ống nang đến từ túi mật để tạo thành ống mật chung. Các ống dẫn thường dài 6–8 cm.

## Ý nghĩa lâm sàng
Ống gan là một phần của đường mật vận chuyển dịch tiết từ gan vào ruột. Nó mang nhiều thể tích hơn ở những người đã cắt bỏ túi mật.
Đây là một mốc giải phẫu quan trọng trong các ca phẫu thuật như cắt bỏ túi mật. Nó tạo thành một cạnh của tam giác nang, cùng với ống nang và động mạch nang. Tất cả các thành phần của tam giác này phải được xác định để tránh cắt hoặc cắt cấu trúc sai.
Có một số biến thể giải phẫu bình thường của đường kính.
Các ống gan phổ biến có đường kính khoảng 6 mm ở người lớn, với một số biến thể. Đường kính hơn 8 mm được coi là sự giãn nở bất thường và là dấu hiệu của ứ mật.

## Hình ảnh bổ sung

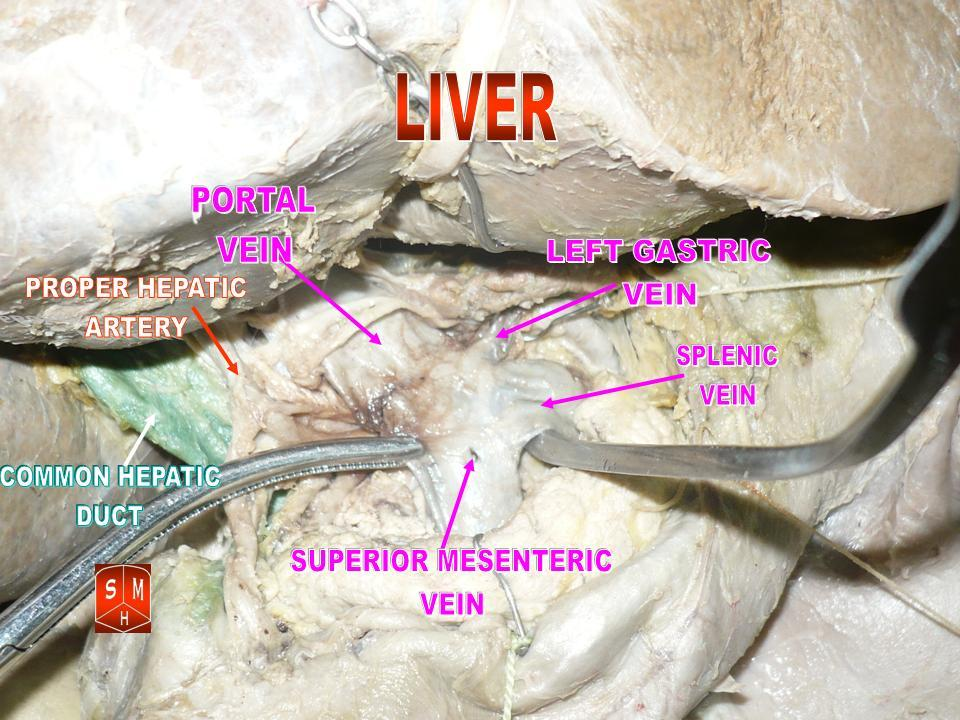
Ống gan chung
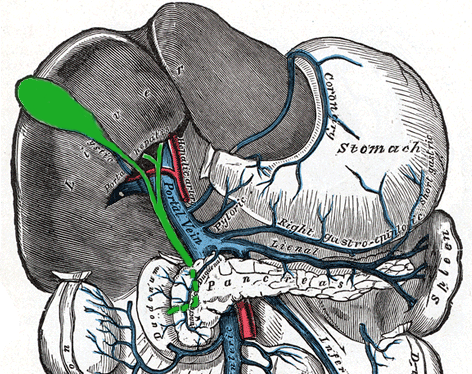
Các tĩnh mạch cửa và các nhánh của nó.
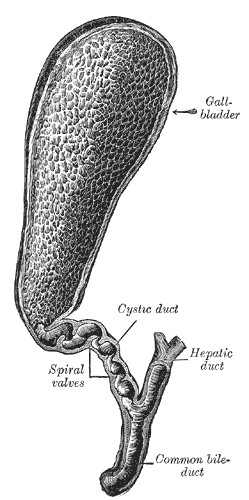
Các túi mật và ống mật đặt mở.
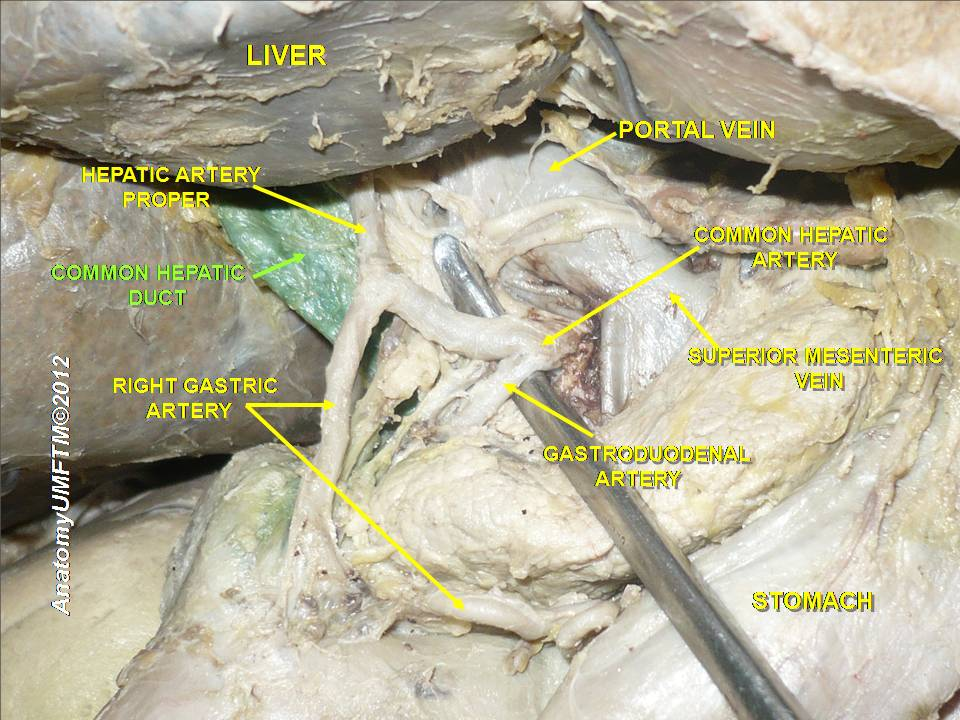
Ống gan chung